# Eleição para governador do Colorado em 2010
A eleição para governador do estado americano do Colorado em 2010 aconteceu em 2 de novembro de 2010 para eleger o governador do Colorado, que cumprirá um mandato de quatro começando em janeiro de 2011.
O prefeito de Denver John Hickenlooper foi eleito para o cargo, derrotando Tom Tancredo do Partido da Constituição.

## Resultados
- John Hickenlooper venceu nos condados de: La Plata (50,7%), San Miguel (72%), Ouray (54,9%), Archuleta (41,5%), Mineral (52,5%), Las Animas (55,8%), Jefferson (50,7%), Denver (74,3%), entre outros.
- Tom Tancredo venceu nos condados de: Mesa (42,8%), Douglas (48,1%), El Paso (43,1%), Weld (47%), entre outros.
- Dan Maes venceu em 2 condados: Dolores (36,2%) e Montezuma (37,9%).[1]

| Candidato a governador(a) | Votos   | Porcentagem |
| ------------------------- | ------- | ----------- |
| John Hickenlooper D       | 912.005 | 51,01%      |
| Tom Tancredo C            | 651.232 | 36,43%      |
| Dan Maes R                | 199.034 | 11,13%      |